# Gábor Gyepes
Gábor Gyepes (Budapest, 26 giugno 1981) è un ex calciatore ungherese, di ruolo difensore.